# Christina Ossenkop
Christina Ossenkop (* 24. April 1968) ist eine deutsche Romanistin.

## Leben
Nach dem Studium (1987–1994) der französischen Philologie, spanischen Philologie und Volkswirtschaftslehre an den Universitäten Marburg, Nantes und Cáceres war sie von 1994 bis 1997 wissenschaftliche Hilfskraft mit Abschluss am Romanischen Seminar der Philipps-Universität Marburg bei Dieter Woll und Hans-Joachim Lope. Nach der Promotion 1997 an der Philipps-Universität Marburg war sie von 1997 bis 2009 wissenschaftliche Mitarbeiterin und wissenschaftliche Assistentin am Institut für Romanistik der Justus-Liebig-Universität Gießen bei Otto Winkelmann. Nach der Habilitation 2009 an der Justus-Liebig-Universität Gießen ist sie seit 2011 Professorin für Romanische Sprachwissenschaft an der Universität Münster.
Ihre Forschungsschwerpunkte sind Sprachkontakt und sprachliche Variation in Ibero- und Galloromania (spanisch-portugiesischer Sprachkontakt/Sprachgrenzen in der Romania) und Sprachpolitik und Sprachnormierung im Bereich des Spanischen und Französischen (Genderlinguistik/Laienlinguistik im Internet/sprachliche Minderheiten).

## Schriften (Auswahl)
- Passé simple und passé composé im gesprochenen Französisch des 17. Jahrhunderts. Untersuchungen zu Dialogen in Erzähltexten und dem Journal d'Héroard. Bonn 1999, ISBN 3-86143-098-3.
- Spanisch-portugiesischer Sprachkontakt in der Extremadura am Beispiel der Gemeinden Cedillo, Valencia de Alcántara und La Codosera. Wilhelmsfeld 2013, ISBN 978-3-936496-41-3.